# B&W Hallerne
Le B&W Hallerne est un ancien complexe industriel situé sur l'île de Refshaleøen à Copenhague au Danemark. Construit dans le début des années 1960 par Burmeister & Wain, il se compose de deux grands halls qui ont été utilisés pour construire des navires jusqu'en 1996. Actuellement, les installations sont utilisées pour des activités culturelles et de divertissement.
Le 2 septembre 2013, le radiodiffuseur public danois DR annonce qu'il a choisi le B&W Hallerne pour accueillir le Concours Eurovision de la chanson 2014. La compétition aura lieu dans la Section Hall 2 qui sera convertie en une salle de concert d'une capacité de 10 000 personnes tandis que les zones et les bâtiments environnants seront transformés en « île Eurovision » qui sera utilisé pour d'autres services liés au concours.